# Červeň (město)
Červeň (bělorusky Чэрвень, rusky Червень) je město v Minské oblasti v Bělorusku, správní středisko Červeňského rajónu.

## Poloha a doprava
Červeň leží přibližně 66 kilometrů východně od Minsku a přibližně 45 kilometrů západně od Berazina. Severně ji míjí dálnice z Minsku do Mohyleva.

## Dějiny
Červeň byla založena v roce 1387. Do roku 1923 se jmenovala Igumen (Ігумен).

### Rodáci
- Oleg Viktorovič Novickij (* 1971), kosmonaut
- H. Leivick (1888–1962), židovský spisovatel